# Чата
Чата (слч. Čata) насељено је мјесто са административним статусом сеоске општине (слч. obec) у округу Љевице, у Њитранском крају, Словачка Република.

## Становништво
| Година:    | 1994. | 2004.   | 2014.    | 2024.   |
| ---------- | ----- | ------- | -------- | ------- |
| Број људи: | 1224  | 1191    | 1016     | 1041    |
| Разлика:   |       | -2,69 % | -14,69 % | +2,46 % |

| Година:    | 2023. | 2024.   |
| ---------- | ----- | ------- |
| Број људи: | 1035  | 1041    |
| Разлика:   |       | +0,57 % |

Према подацима о броју становника из 2011. године насеље је имало 1.071 становника.